# صعيدي في الجيش (فلم)
صعيدي في الجيش  فيلم كوميدي مصري من تأليف وإخراج ناصر حسين عام 1993، الفيلم من بطولة محيي إسماعيل، علا رامي، محمد خيري، ميمي جمال، فيفي يوسف، ومحيي الجندي وتدور الأحداث حول كامل الشاب الصعيدي، والمدرس بالمرحلة الإبتدائية، والملتزم بالأخلاقيات وما يحدث له عندما تقرر عائلة الهواري الأخذ بالثأر من شقيقه سيد الذي أرشد رجال الشرطة عن تجارتهم في السلاح.
صدر الفيلم إلى دور العرض المصرية في 17 مايو 1993.
منح موقع قاعدة بيانات الأفلام العربية «السينما.كوم» الفيلم درجة 4.9/ 10.

## طاقم التمثيل
محيي إسماعيل: في دور كامل الدشناوي
علا رامي: في دور سميحة (ابنة عمة كامل)
محمد خيري: في دور محمود الهواري (تاجر السلاح)
ميمي جمال: في دور جليلة (عشيقة الهواري)
فيفي يوسف: في دور عمة كامل الدشناوي
نعيم عيسى: في دور سيد الدشناوي (شقيق كامل)
حسني عبد الجليل: في دور مغاوري (تابع الهواري)
سيد حاتم: في دور أبو سريع (زميل كامل)
بالاشتراك مع: محيي الجندي – منى الشناوي – جمال الفيشاوي – أحمد أبو عبية – سيد مصطفى – عثمان عبد المنعم – همام إمام – أحمد الوكيل – محمد الشناوي 

## أحداث الفيلم
يعمل كامل الدشناوي (محيي إسماعيل) معلم بالمدارس الإبتدائية، في مركز دشنا بمحافظة قنا، وهو أعزب ومتخلف، يدعو للسلام ونبذ العنف وعدم الأخذ بالثأر. يقع كامل في حب سميحة (علا رامي) ابنة عمته (فيفي يوسف) ويتزوجها. يقوم كامل بزيارة أخيه الأكبر سيد (نعيم عيسى)، المتزوج من زينب شقيقة سميحة، الذي يخبره أنه أبلغ الشرطة عن تاجر السلاح محمود الهواري (محمد خيري) كبير عائلة الهواري، وأنه يتوقع إنتقام عائلة الهواري، ويسلم كامل مسدسا للدفاع عن نفسه. يرفض كامل إستلام السلاح، فيقوم سيد بصفعه على وجهه ويطرده. تذهب زينب لمدرسة كامل وتعتذر له وتدعوه لتناول الطعام. يهاجم محمود الهواري بيت سيد ويقتله ويقتل زينب أمام ابنتهم الطفلة هديه، التي تصاب بإنهيار عصبي، وتتهم عمها كامل بقتل والديها. تلقي الشرطة القبض على كامل، ولكن وكيل النيابة يرى أنه ليس من المعقول أن يقتل الأخ أخاه، ويفرج عن كامل، ولكن الشرطة تكتشف أن كامل متخلف عن التجنيد، ويتم تجنيده رغم تجاوزه الثلاثين من العمر، بينما تتولى سميحة رعاية الطفلة هدية. يبحث الهواري عن كامل ليتخلص منه حتى لا يأخذ بثأر أخيه، ويكلف عشيقته جليلة (ميمي جمال) بمراقبة كامل. يرسل الهواري تابعه مغاوري (حسني عبد الجليل) ليصدم كامل بسيارته، ولكنه لا يكمل مهمته لظهور جليلة. يتعرف كامل على جليلة، ويدعوها لتناول الشاي في منزل عمته. بعد تجنيد كامل يرى في حلمه أن هناك معركة حربية تجري من حوله فيصرخ وهو نائم، مما يفزع المجندين، ويقدم للمحاكمة العسكرية ويتم سجنه وتكليفه للعمل بالمطبخ في تقشير البصل، ويصحبه زميله الصعيدي أبو سريع (سيد حاتم). يلتقي كامل بجليلة ويعرض عليها الزواج ثم يعود لمنزل عمته لا يجد أحد، فيسارع إلى الكباريه ويتشاجر مع جليلة، التي تهمس بأذنه بكلمات، وتسلمه مسدسا، فيذهب للبحث عن عمته وسميحة وهدية ويجدهم مختبئين تحت شجرة. ويصحبهم للكباريه وتعطيه جليلة مسدسا ثانيا، ومفتاح سيارتها وتخبره أن الهواري قاتل أخيه سيد. يحلق كامل شعره ويرتدي عباءة سوداء ويضع كيس نايلون على وجهه، ويسارع لبيت الهواري ويطلق عليه النار وعلى من معه، وكلما سقط واحد أطلق على الآخر ثم يخلع ملابسه ويذهب لمركز الشرطة لتسليم نفسه.

## وصلات خارجية
- مقالات تستعمل روابط فنية بلا صلة مع ويكي بيانات
- صعيدي في الجيش على موقع الدهليز
- صعيدي في الجيش على موقع كاروهات